# Visor de punt vermell

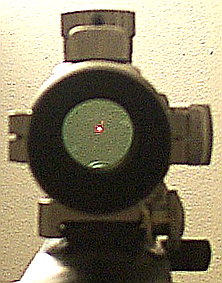
Vista a través d'una mira réflex Tasco Dot Sight 5 MOA ProPoint (model PDP2ST)

Un visor de punt vermell també conegut com a mira hologràfica, visor làser o marcador làser, és un sistema modern de mira telescòpica, utilitzat principalment en l'àmbit militar, que amb el propòsit de millorar l'eficàcia i facilitar el seu ús, s'acobla a una arma (podent ser aquesta de qualsevol tipus), reemplaçant l'alça i el punt de mira. Existeixen múltiples configuracions possibles i una àmplia gamma de formes, mesures i prestacions que varien depenent del model i del fabricant.
En termes generals, un visor làser basa el seu funcionament en la polarització, normalment a través d'un col·limador, i en un làser de baixa intensitat a través d'una pantalla que pot ser de materials diversos com ara polímers plàstics, fibra òptica o cristall tractat transparent, cap a la visual de l'usuari, creant d'aquesta forma, un holograma en la mateixa pantalla que pot ser usat de forma eficaç com a mètode d'apuntar l'arma. El raig làser està generat per una font d'alimentació interna, generalment una bateria recarregable. El cos de la mira pot ser de plàstic o de metall, generalment acer o titani.
A diferència d'altres mires òptiques, aquesta mira no produeix zoom en cap cas, actuant simplement com a substitut dels sistemes tradicionals. Ofereix diverses coloracions o formes per al feix, sent el més comú el color vermell en forma de punt. En alguns models d'alt rendiment s'ofereix també un sistema d'infraroigs.
El visor de punt vermell (Red dot en anglès), ofereix un sistema per apuntar precís i estable, al no necessitar que el punt vermell es trobi al centre de la pantalla per fer blanc, simplement ha d'estar situat sobre l'objectiu, independentment del seu centrat. A més a més, resulta d'ús més ràpid i ergonòmic per al combatent al no haver de fer coincidir amb l'objectiu les dues posicions: l'alça i el punt de mira, a més a més proporciona una visió molt més panoràmica del que hi ha al voltant del blanc.
Les queixes més corrents dels usuaris habituals cap als marcadors làser estan principalment relacionades amb la seva duració en combats perllongats. Són mitjanament resistents a cops lleus i condicions meteorològiques de pluja o neu, i funcionen amb eficàcia a qualsevol temperatura, però són sensibles als cops forts, arribant fins i tot a poder trencar-se. Un altre factor d'importància és la durada de les bateries d'alimentació. Les seves prestacions varien però solen estar situades entre les 6 i les 40 hores de durada. A vegades aquest ha estat un problema per als usuaris.